# Asin (mythologie)

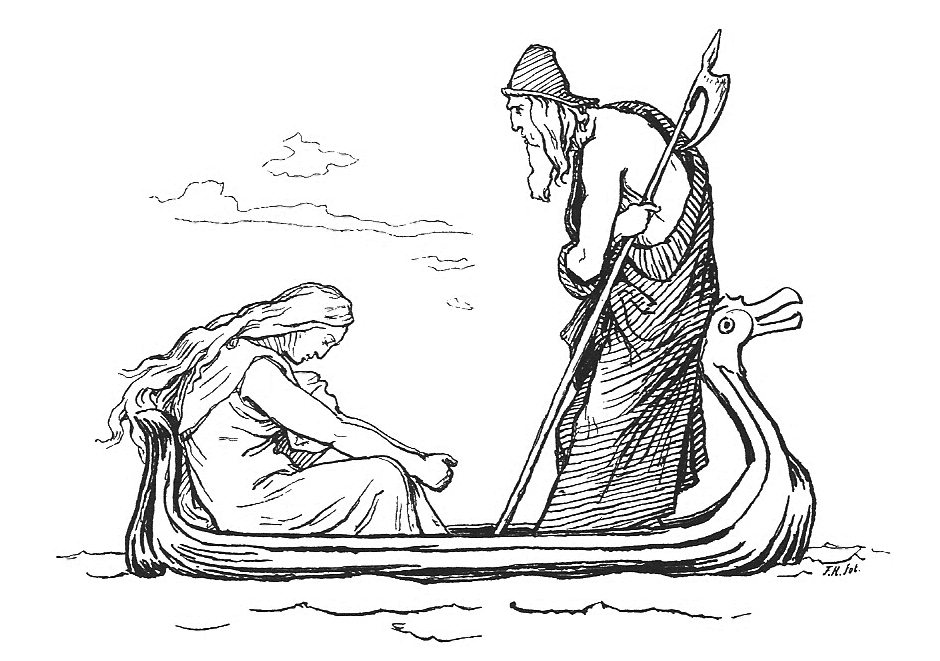
Frigg en Odin, 1895

De Asinnen (Oudnoords: Æsir) zijn de vrouwelijke Asen, in het spoor van Odin. De 1° vrouwelijke Ase is Frigg, echtgenote van Odin. 
In de Edda is er eerst sprake van 12 Asen en 14 Asinnen. Daarnaast wordt echter nog een aantal afstammelingen, verwanten en gezellen vermeld, die blijkbaar mettertijd mee op de lijst van Asen en Asinnen mochten.
De Asen of hemelgoden (en godinnen) onderscheiden zich in het Noordse pantheon van de Vanen, de aardegoden.

## Noordse mythologie

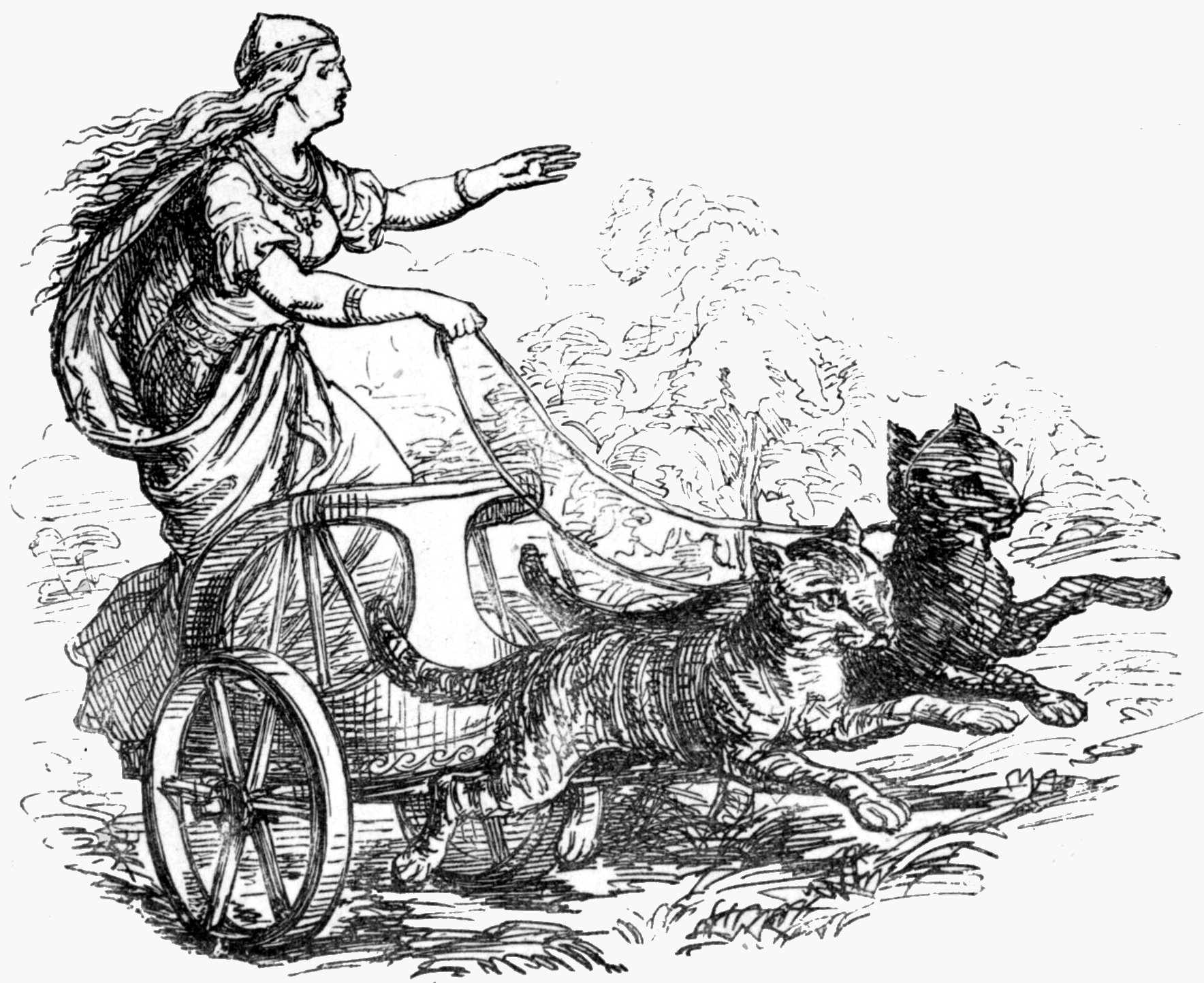
Freya in haar strijdwagen getrokken door katten, 1865

De interactie tussen Æsir en Vanen is een belangrijk aspect van de Noordse mythologie. Zoals andere culturen "oudere" en "jongere" families van goden kenden, zoals de Titanen versus de Olympische in het oude Griekenland, had de Noordse mythologie de reuzen en daarna enkele generaties van goden.
Maar de Æsir en Vanen werden voorgesteld als gelijktijdig. Deze twee clans van goden vochten oorlogen uit, sloten verdragen, en wisselden gijzelaars uit (Freyr en Freyja worden als dergelijke gijzelaars vernoemd). 
Het is verleidelijk om aan te nemen dat de interacties tussen Æsir en Vanen het type interacties reflecteren dat algemeen gangbaar was tussen de verschillende Noordse clans in die tijd. Maar volgens een andere theorie zou de cultus van de Vanen (die vooral met vruchtbaarheid geassocieerd worden en relatief vredelievend zijn) van een vroegere datum zijn, en die van de meer oorlogszuchtige Æsir van latere origine, zodat de mythische oorlog mogelijk een religieus conflict weerspiegelt. 
Aan de andere kant kan dit dan weer een parallel aangeven met het gehistoriseerd conflict tussen de Romeinen en de Sabijnen. Notoir geleerde in comparatieve religie Mircea Eliade speculeerde dat beide conflicten in feite verschillende versies zijn van een nog ouder Proto-Indo-Europese mythe van conflict en integratie tussen godheden van hemel en heerschappij vs. godheden van aarde en vruchtbaarheid, (cfr. Moedergodincultus), maar zonder historische antecedenten in strikte zin. 
De chronologie van de twee culten zou in dat geval niet in de mythen zijn afgeschilderd. Toch waren slechts Odin en Thor echt belangrijk in beider mythen en culten; en een áse als Ullr is bijna onbekend in de mythen, maar toch werd zijn naam met talloze geografische sites geassocieerd, vooral in Zweden, dus was zijn cultus waarschijnlijk zeer verspreid.

## De 14 Asinnen
1. Frigg
2. Sága
3. Eir
4. Gefjun
5. Fulla
6. Freya
7. Sjöfn
8. Lofn
9. Vár
10. Vör
11. Syn
12. Hlín
13. Snotra
14. Gná

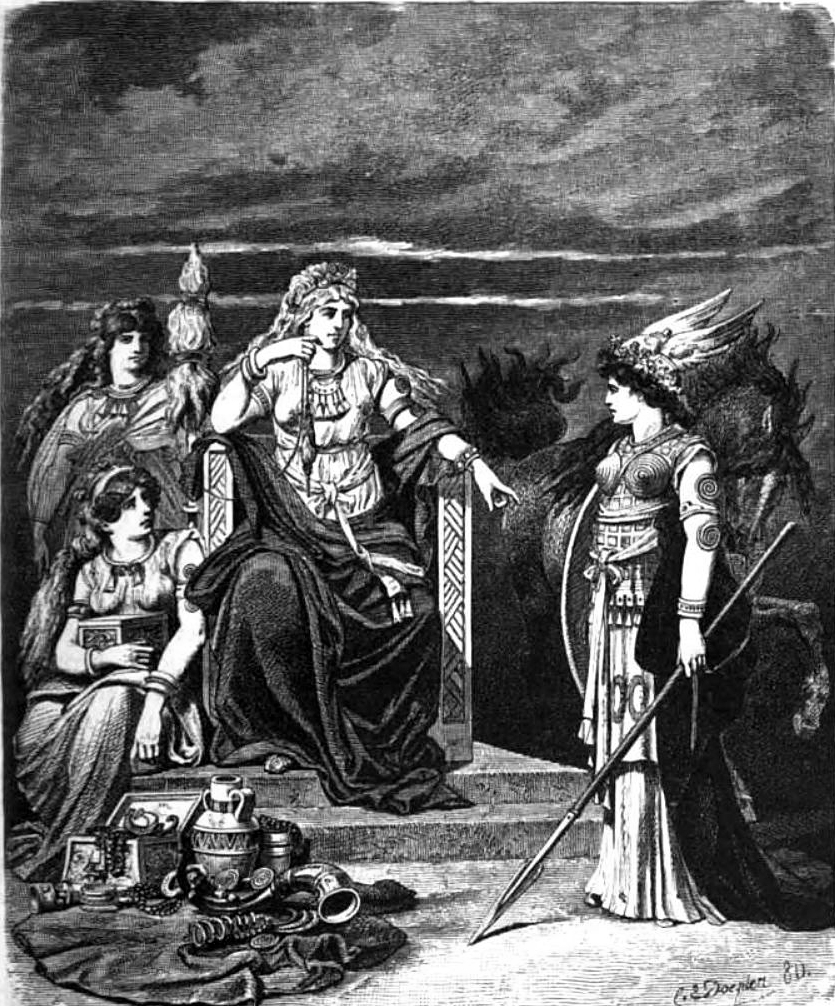
Gná, Hlín, Frigg en Fulla
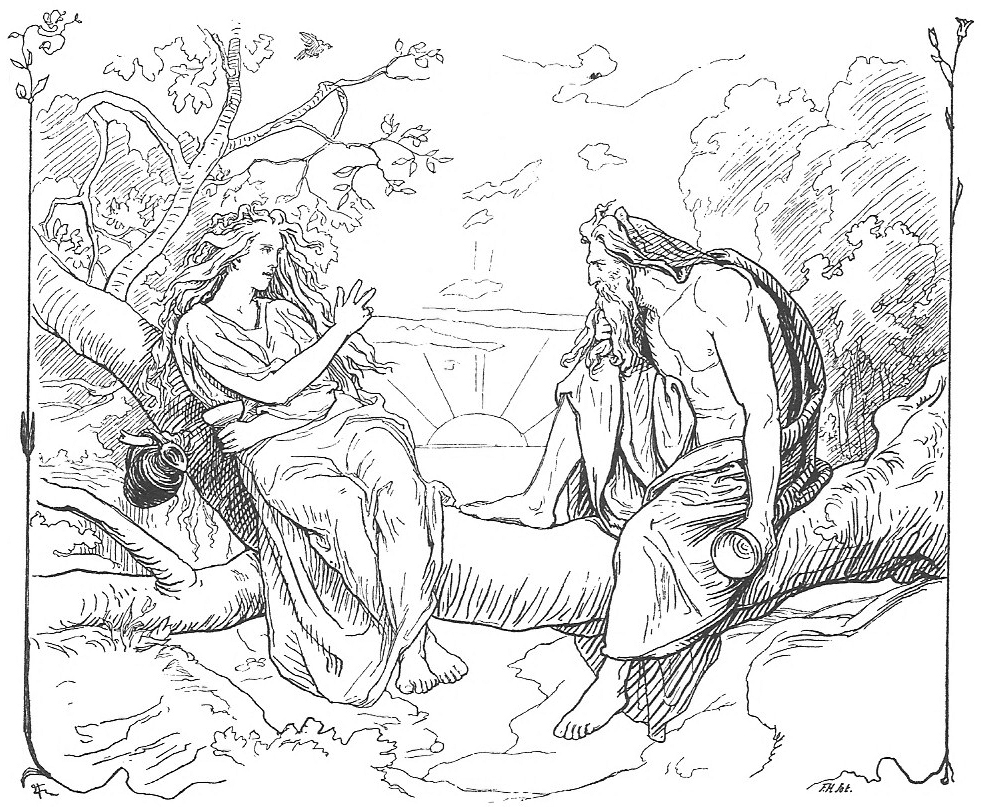
Sága en Odin
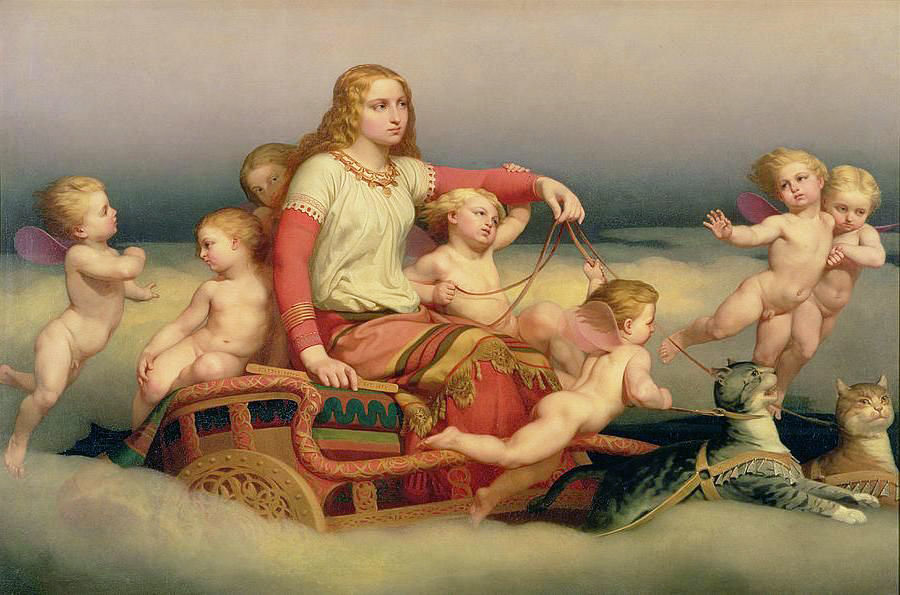
Freya zoekt haar man
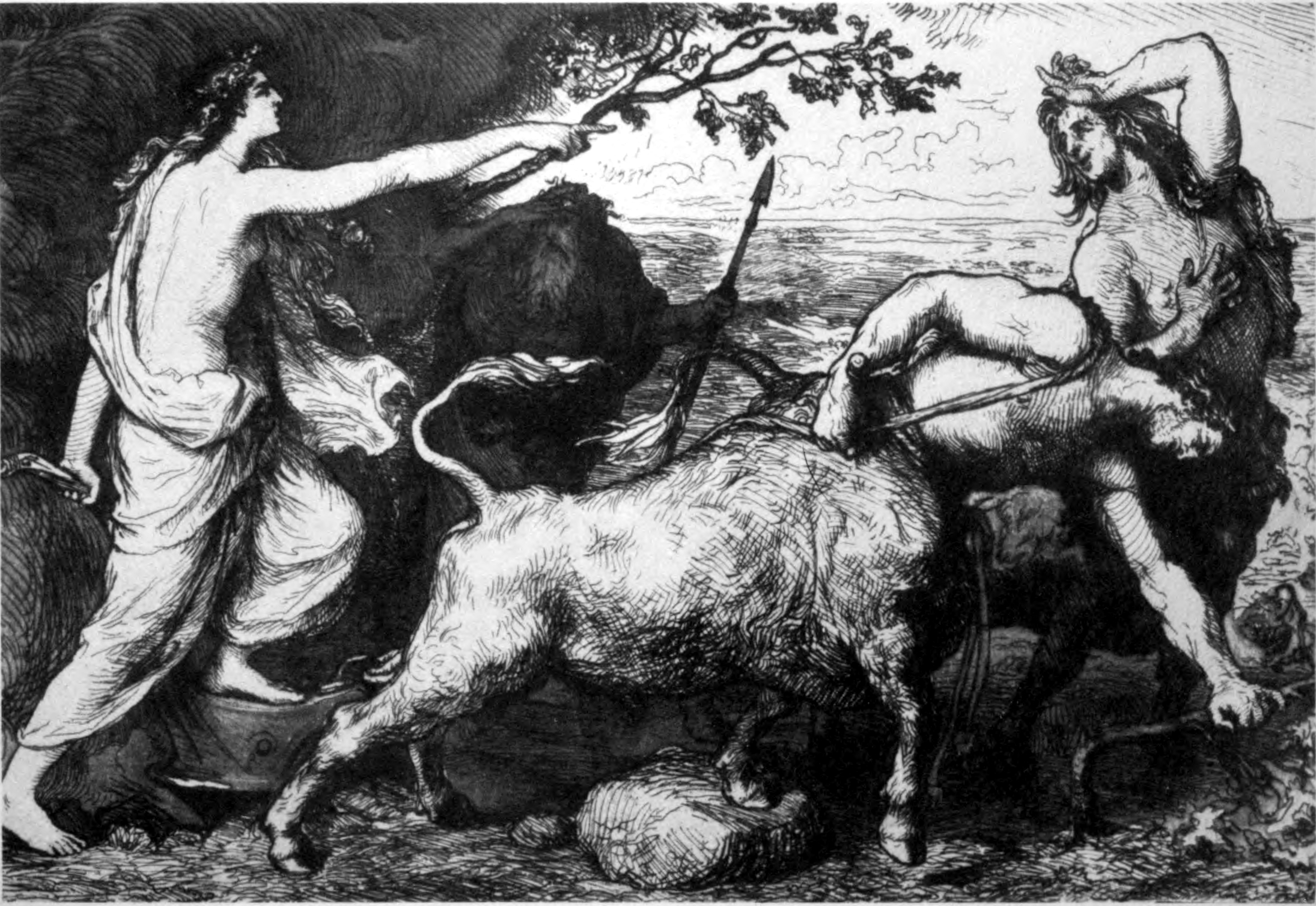
Gefjun ploegt
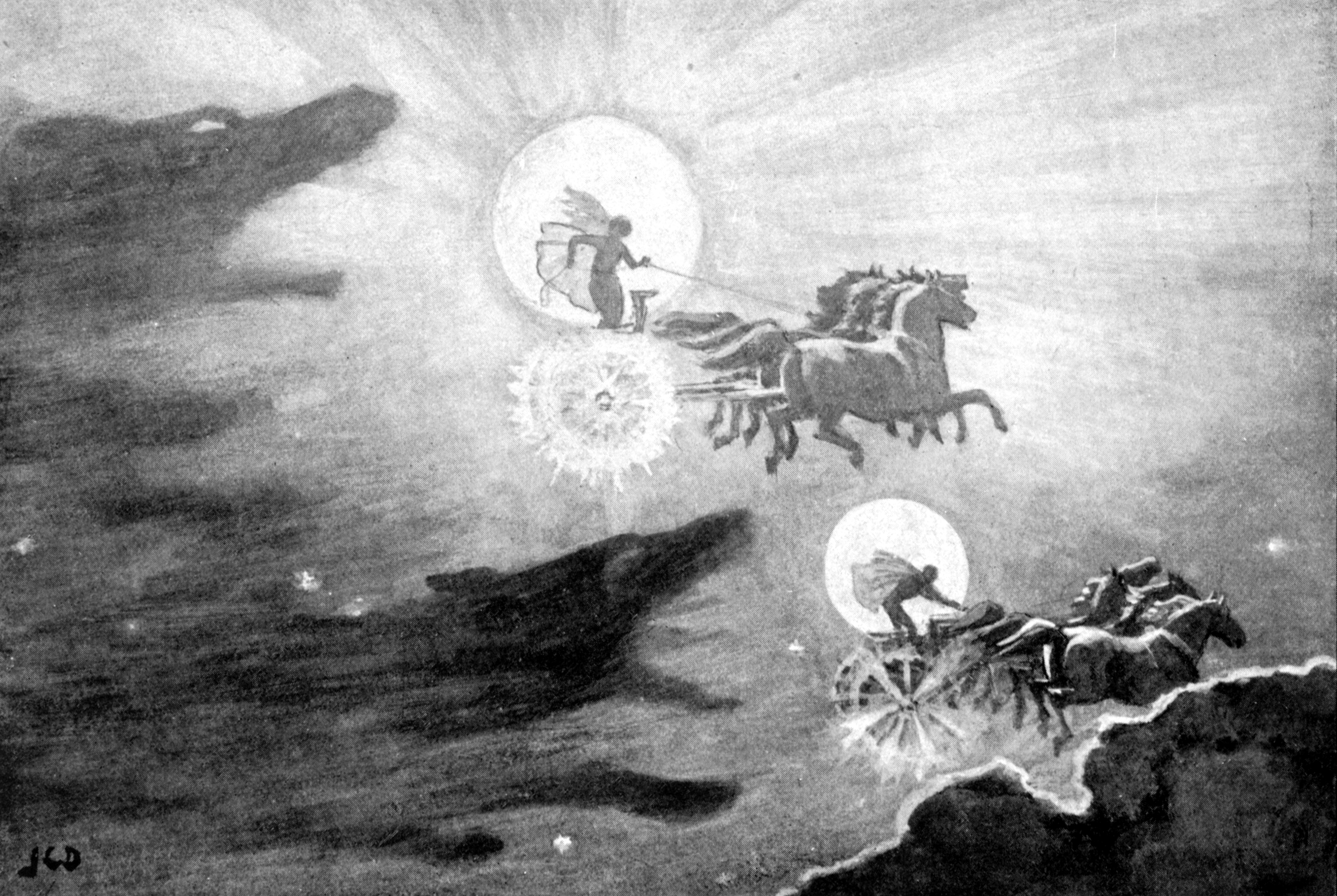
De wolven achtervolgen Sól en Máni

## Eeuwige jeugd

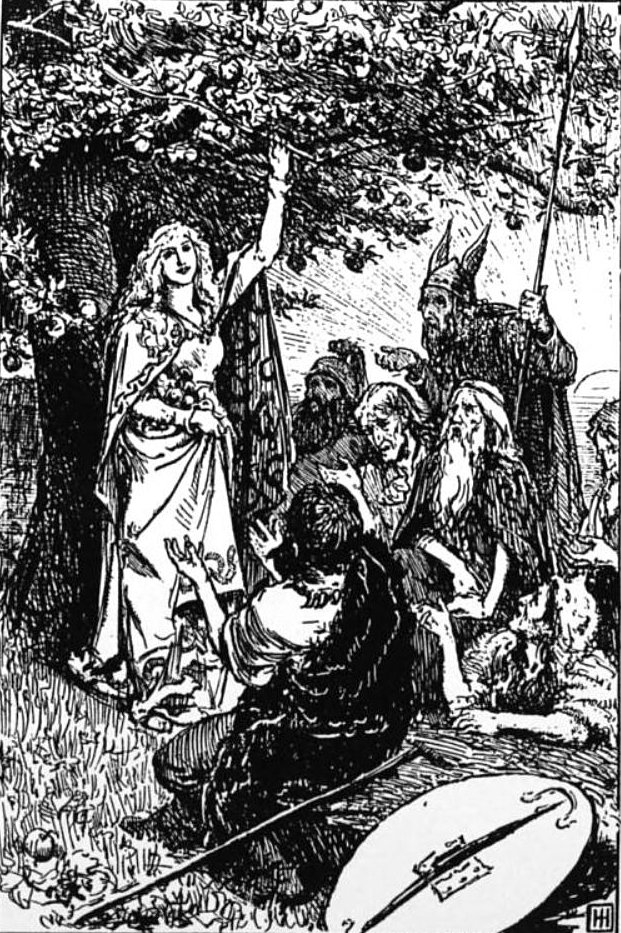
Iðunn en de appels van jeugd, 1893

De Æsir bleven altijd jong door de appels van Iðunn te eten, al zou hun 'eeuwige jeugd' ten slotte toch de dood van de meesten onder hen niet in de weg staan, zoals werd voorspeld in het Ragnarok verhaal.

## De a-rune
De a-rune,  werd waarschijnlijk genoemd naar de Æsir. De naam overleeft in deze betekenis enkel in het IJslands rune gedicht als Óss, refererend aan Odin in het bijzonder, geïdentificeerd met Mercurius.
De naam van  a in het Gotisch alfabet is ahsa. De algemene Germaanse naam van de rune kan dus ofwel ansuz "God, een der Æsir", of ahsam "(koren) aar" zijn geweest.